# Janowiczki (województwo dolnośląskie)
Janowiczki – wieś w Polsce położona w województwie dolnośląskim, w powiecie strzelińskim, w gminie Kondratowice, w obrębie Wzgórz Niemczańskich.

## Podział administracyjny
W latach 1975–1998 miejscowość administracyjnie należała do województwa wrocławskiego.

## Kamieniołomy
W pobliżu wsi znajduje się duży kamieniołom bazaltu.

## Szlaki turystyczne
- niebieski:  Sienice – Kondratowice – Rakowice – Maleszów – Janowiczki – Bednarz – Stachów – Las nad Czerwieńcem – Jakubów – Ciepłowody – Karczowice[4]